# Клерк, Антуан-Маргерит
Антуан-Маргерит Клерк (фр. Antoine-Marguerite Clerc; 1774—1846) — французский военный деятель, полевой маршал (1814 год), барон (1810 год), участник революционных и наполеоновских войн.

## Биография
Родился в семье мастера-слесаря Жан-Клода Клерка (фр. Jean Claude Clerc; 1735—1789) и его супруги Мадлен Грифф (фр. Magdeleine Griffe; 1736—1818). Начал свою военную эпопею Клерк 1 ноября 1790 года, когда записался на службу простым солдатом в полк конных егерей Бретани, ставший 1 января 1791 года 10-м конно-егерским полком. Сражался в рядах Рейнской и Итальянской армий. 17 мая 1793 года в деле у Ландау был ранен сабельным ударом в левое запястье. 28 мая 1794 года в бою у деревни Ройль, что рядом с Мангеймом, получил пулевую рану в бок, а также сабельный удар в правую руку. 23 ноября 1793 года и 3 апреля 1795 года был ранен пулей в левое плечо и сабельным ударом в голову. Во время этой последней кампании взвод из двадцати пяти егерей, членом которого был Клерк, отбил генерала Дезе у гусарского полка Вурмзера, а вскоре способствовал взятию поста с 200 пехотинцами. При Беллуне атаковал во главе четырёх конных егерей штаб-квартиру австрийцев, пленив трёх офицеров и 300 нижних чинов.
3 января 1800 года Клерк был переведён в полк конных гренадеров Консульской гвардии. Участвовал в Итальянской кампании, отличился в сражении 14 июня 1800 года при Маренго. 13 октября 1801 года в звании капитана был переведён в полк конных егерей гвардии. 7 декабря 1804 года произведён в командиры эскадрона, и с 17 сентября 1805 года командовал 5-м эскадроном велитов. Отличился при Ульме. В ходе Аустерлицкого сражения во главе 100 егерей атаковал русскую колонну и захватил 8 орудий. С 15 апреля 1806 года командовал 5-м и 6-м эскадронами. Принимал участие в кампаниях 1806-07 годов в Пруссии и Польше.
В 1808 году определён в Армию Испании. В 1809 году был отозван в Германию. 5 июня 1809 года награждён чином временного полковника, а уже 16 июля 1809 года возглавил 1-м кирасирский полк. В 1810 году женился на Аделаиде Папон (фр. Adélaïde Henriette Élisabeth Papon; 1786—1834), от которой у него было четверо детей.
В ходе Русской кампании 1812 году Клерк во главе 1-го кирасирского сражался в рядах 4-й дивизии тяжёлой кавалерии, отличился при Бородино и Винково. Участвовал в Саксонской кампании 1813 года и Французской кампании 1814 года, сражался при Кацбахе и Лейпциге. 30 октября 1813 года ранен шрапнелью в сражении при Ханау. 30 марта 1814 года вновь был ранен шрапнелью при обороне Парижа. 11 мая 1814 года передал командование полком Филиппу Кристофу де Ламотт-Гери.
При первой Реставрации произведён 23 августа 1814 года в полевые маршалы, но оставался без служебного назначения. Во время «Ста дней» Наполеон 10 июня 1815 года утвердил Клерка в чине бригадного генерала, но к активной службе не привлёк.
В 1816 году стал командующим департамента Дром в 7-м военном округе. В 1818 году был переведён в той же должности в департамент Орн в 14-м военном округе. В 1820 году стал членом Генеральной инспекции жандармерии. После Июльской революции 1830 года оставался без служебного назначения и 15 августа 1839 года был определён в резерв Генерального штаба.
Умер 9 декабря 1846 года в Париже в возрасте 72 лет, и был похоронен на кладбище Пер-Лашез.

## Воинские звания
- Солдат (1 ноября 1790 года);
- Бригадир-фурьер (16 мая 1793 года);
- Старший вахмистр (3 апреля 1794 года);
- Младший лейтенант (5 января 1797 года);
- Младший лейтенант гвардии (3 января 1800 года);
- Второй лейтенант (18 июля 1800 года);
- Первый лейтенант гвардии (26 октября 1800 года);
- Капитан гвардии (13 октября 1801 года);
- Командир эскадрона гвардии (7 декабря 1804 года);
- Полковник (5 июня 1809 года);
- Полевой маршал (23 августа 1814 года, утверждён 10 июня 1815 года).

## Титулы
- Шевалье Клерк и Империи (фр. chevalier Clerc et de l'Empire; патент подтверждён 20 августа 1808 года в Сен-Клу)[3];
- Барон Клерк и Империи (фр. baron Clerc et de l'Empire; декрет от 15 августа 1809 года, патент подтверждён 4 июня 1810 года в Сен-Клу)[4][5];
- Виконт (фр. vicomte Clerc; 28 марта 1818 года).

## Награды
Легионер ордена Почётного легиона (14 июня 1804 года)
 Офицер ордена Почётного легиона (14 марта 1806 года)
 Кавалер ордена Железной короны (18 сентября 1813 год)
 Кавалер военного ордена Святого Людовика (8 июля 1814 года)
 Командор ордена Почётного легиона (30 октября 1829 года)
 Великий офицер ордена Почётного легиона (14 апреля 1844 года)